# Cheilosia flavipes
Cheilosia flavipes es una especie de sírfido. Se distribuyen por el paleártico en Eurasia.